# ديباك ديفراني
ديباك ديفراني (10 ديسمبر 1992 بنيودلهي في الهند - ) هو لاعب كرة قدم هندي في مركز الدفاع. شارك مع منتخب الهند تحت 20 سنة لكرة القدم ومنتخب الهند تحت 23 سنة لكرة القدم. أما مع النوادي، فقد لعب مع سبورتينغ غوا ونادي موهون باغان ونادي مدينة بونه لكرة القدم وIndian Arrows ‏.

## روابط خارجية
- ديباك ديفراني على موقع قاعدة بيانات كرة القدم.إي يو (الإنجليزية)
- ديباك ديفراني على موقع Soccerway.com (الإنجليزية)